# Hackett London
Hackett London er en britisk forhandler af herretøj, der er specialiseret i formelle skjorter. Selskabet blev grundlagt i 1983 af Jeremy Hackett og Ashley Lloyd-Jennings, hvor de solgte skjorter fra en lille bod på Portobello Road i London.
. I juni 2019 havde firmaet 160 butikker på verdensplan, og deres flagskibsbuik ligger på Savile Row i London.